# Знаменка (Азовский район)
Зна́менка — посёлок в Азовском районе Ростовской области.
Входит в состав Семибалковского сельского поселения.

## География
Расположен в 50 км (по дорогам) юго-западнее районного центра — города Азова.

## Население
| 1989 | 2002 | 2010 |
| ---- | ---- | ---- |
| 54   | ↗96  | ↘89  |

Национальный состав
Согласно результатам переписи 2002 года, в национальной структуре населения русские составляли 66 %, цахуры — 28%.

## Улицы
- ул. Александровская,
- ул. Мирная,
- ул. Солнечная,
- ул. Шоссейная.